# Proszówki
 (juillet 2015).
Le contenu est difficilement compréhensible vu les erreurs de traduction, qui sont peut-être dues à l'utilisation d'un logiciel de traduction automatique.
Proszówki est un village en Pologne située dans la province de Petite-Pologne, dans le powiat de Bochnia, dans la municipalité de Bochnia.
Dans les années 1975-1998 la région était dans la voïvodie de Tarnów.
Proszówki est une commune avec une superficie de 5,3 km² bordant l'ouest de Damienice et la forêt de Niepołomice, et dans le sud de la ville Bochnia, en franchissant la rivière Raba. Deux axes routier principaux traversent le village: la route de comté n°4301 de Bochnia à Niepołomice et la route provinciale n°965 de Bochnia à Zielona.

## Histoire
Le nom vient probablement de Proszówek, qui a été utilisé dans la Pologne médiévale. La source des premières nouvelles du village datent de 1388, lorsqu'une partie du village appartenait à la famille Strzemieńczyków. En 1411, le village été sous le joug des Allemands. Aux XVe et XVIe siècles, le village était dans les mains de ces familles nobles comme Boszowscy, Otłuczoniowie, Kuroszowie, Zborowscy et Sudowie. Au XVIe siècle Proszówki appartenait à la paroisse de Krzyżanowice (et toujours de nos jours). Parmi les propriétaires subséquents devrait mentionner Wojciech Proszówek Paszczyca, hussard, et le maire Horodecki(1736). Certains des villageois ont pris part à l'insurrection, et s'est enrôlé dans la Légion Polonaise de Jan Dabrowski Henryk . Dans la fin du XVIIIe siècle et le début du XIXe, il appartenait à Joseph Proszówki Wielogłowskiego, et après sa mort à sa femme, Joséphine Badeni. Elle a élevé à Proszowki son petit-fils, Valéry Wielogłowskiego, écrivain et participant à l'Insurrection de Novembre. La description de la seigneurie et du village se trouve dans son livre "La maison de ma grand-mère". En 1885, conjointement avec le tribunal, Reubenbauer Antoni achete le village. Dans le début du XXe siècle, a été construit un manoir en brique, qui a survécu jusqu'à ce jour. En 1900, fut fondé l'école populaire, à l'origine situé dans un appartement privé, mais depuis 1906 il a été déplacé dans un nouveau bâtiment avec deux salles de classe. Un rappel du propriétaire Reubenbauer est affiché dans la chapelle du cimetière de Krzyżanowice. Au cours de la Seconde Guerre mondiale, les Allemands y stationne, l’école se transforme en Kommandantur. Le 25 août 1942 ont été abattus près de 500 Juifs du ghetto de Bochnia. Les cadavres ont été enterrés dans cinq fosses communes, qui sont aménagées après la guerre et signées en polonais et en hébreu. Pendant l'occupation de nombreux habitants du village appartenait à des unités de résistance opérant dans la forêt situé à proximité. Le 20 janvier 1945 Proszówki a été libérée de l'occupation allemande par le Bolchevisme, envahi par l'Armée rouge.

## Proszówki de nos jours
Le bâtiment Allemand est transformé en école élémentaire et école intermédiaire, qui sont adjacentes à la piscine. Depuis 2009, la piscine se transforme patinoire l'hiver. Le village est une bonne base pour la randonnée et du vélo dans la forêt. Depuis 2005, le Festival " rock'Autostrada " se déroule à Proszowki, véritable tremplin pour les groupes de rock, qui comprenait des groupes de jeunes des quatre coins de la Pologne, il y avait aussi des groupes tels que TSA, Lombard ou la branche fermée.